# Lo Fossar
Lo Fossar és la zona de l'antic cementiri adjacent a la basílica de Santa Maria d'Almenar, temple gòtic construït durant la primera meitat del segle xiv, tanmateix se'n desconeix la datació en què es van donar les primeres sepultures.
Lo fossar va estar en actiu fins als anys 1808-1816 quan es va construir el cementiri d'ús actual i s'hi accedia des de les portes laterals de l'església.
Alhora lo fossar formava part de la muralla i, doncs, del conjunt defensiu de la vila, fent-ne un ús important en algunes guerres que es van desenvolupar en aquesta zona.
Aquest lloc antigament va ser lloc de trobada, de jocs, de reunions i opinions, tant és així que al setembre de l'any 1978 es va publicar una de les revistes locals més llegides a Almenar: "La Barana del Fossar" i l'equip de redacció va pensar que aquest títol reunia totes les condicions per manifestar el que volien que fos la nova revista, un òrgan d'expressió del poble, com molts anys ho va ser la barana d'aquest privilegiat mirador del Segrià.

## Actualitat
Actualment és un lloc de passeig i un important mirador de les terres del Segrià, de la Noguera, de l'Urgell i fins i tot els Pirineus.